# Maksimilijan Hohenberg
Maksimilijan Hohenberg (Dvorac Belvedere u Beču, 29. rujna 1902. – Beč, 8. siječnja 1962.), najstariji sin nadvojvode Franje Ferdinanda i grofice Sofija Chotek.

## Životopis
Maksimilijan je rođen 29. rujna 1902. godine u dvorcu Belvedere kao drugo dijete Franje Ferdinanda i Sofije Chotek. Nakon izvršenog atentata na njegove roditelje 1914. godine, brigu o Maksimilijanu, njegovoj sestri Sofiji i bratu Ernst, je preuzela njihova tetka Henriette grofice Chotek i bliski prijatelj njihova oca, grof Jaroslav od Thuna i Hohensteina. Službeni skrbnik Maksimilijana, njegove sestre i brata, je postao kralj Franjo Josip I. 31. kolovoza 1917. austro-ugarski kralj Karlo I. Austrijski je Maksimilijanu i njegovom bratu dodijelio naslov princa, dokle je Sofiji dodijelio plemićki naslov grofice. 1918. godine, novoosnovana Čehoslovačka je ukinula pravo vlasništva njegovih roditelja, uključujući i ono na dvorac Konopiště i imanje u Chlumec nad Cidlinou. Maksimilijan je nakon Prvog svjetskog rata, 1919. godine, zajedno sa sestrom i bratom bio prislijen napustiti Čehoslovačku. Čehoslovačke vlasti su im dozvolile da svaki sa sobom ponese svega 5 kg. prtljage. Preselili su se u Beč i dvorac Artstetten blizu Wachaua. 1919. godine ukinuta im je plemička titula austrijskim zakonom o plemstvu. Anschlussom Austrije 1938. godine, Maksimilijan i Ernest su zbog svojih protunacističkih stavova bili uhićeni. 1. travnja 1938. deportirani su u Koncentracijski logor Dachau zajedno sa 150 ostalih zatvorenika. Cjelokupnu imovinu u Austriji su im konfiscirale vlasti Trećeg Reicha. U logoru su Maksimilijan i Ernst proživljavali konstantna maltretiranja, mučenja i ponižavanja. 1939. godine Maksimilijan je prebačen u Koncentracijski logor Flossenbürg gdje je bio prisiljen raditi u kamenolomu. Pušten je iz logora 1940. godine. Nakon rata postao je gradonačelnik Artstettena, dužnost koju je obnašao do ostavke 1960. godine. Artstetten je u to vrijeme bio dio Sovjetske okupacione zone u Austriji. 1961. godine predstavljao je Ottu von Habsburga u pregovorima s austrijskim vlastima oko njegova povratka u Austriju iz Španjolske. Maksimilijan Hohenberg umro je u Beču 8. siječnja 1962., u šezdesetoj godini života. Mnogi vjeruju da je njegova prerana smrt posljedica mučenja u logorima nacističke Njemačke.

## Potomstvo
16. studenoga 1926. godine, Maksimilijan je oženio groficu Mariju Elizabetu Bonu od Waldburga s kojom je imao šestero djece. 
- Grof Franjo od Hohenberga (1927. – 1977.);
- Grof Georg od Hohenberga (1929. - );
- Princ Albert od Hohenberga (1931. - );
- Princ Johannes od Hohenberg (1933. – 2003.);
- Princ Petar od Hohenberg (1936. - );
- Princ Gerhard od Hohenberg (1941. - ).